# Moussa Yedan
Moussa Yedan (Bobo-Dioulasso, 1989. július 20. –) Burkina Fasó-i válogatott labdarúgó, az al-Ahli játékosa.